# Misie sui iuris Funafuti
Misie sui iuris Funafuti je katolickou misií a její ritus je latinský.

## Území
Misie zahrnuje celé území ostrovního státu Tuvalu.
Sídlem misie je atol Funafuti.
Misie má jen jednu farnost. K roku 2017 měla 110 věřících.

## Historie
Misie byla zřízena 10. září 1982, a to z území diecéze Tarawa, Nauru a Funafuti.

## Seznam superiorů
- Pio Taofinu'u, S.M. (1982-1985)
- John Hubert Macey Rodgers, S.M. (1985-1986)
- Camille DesRosiers, S.M. (1986-2010)
- John Rarikin Ikataere, M.S.C. (2010-2014)
- Reynaldo B. Getalado, M.S.P. (od 2014)